# Christopher Trejo
Christopher Brayan Trejo Morantes, noto semplicemente come Christopher Trejo (Guadalupe, 2 dicembre 1999), è un calciatore messicano, attaccante dell'Atlético Morelia.

## Caratteristiche tecniche
È un centravanti.

## Carriera
Cresciuto nel settore giovanile dell'Atlas, ha esordito in prima squadra l'8 febbraio 2018 disputando l'incontro di Copa MX perso 2-1 contro il Tampico Madero. Il 31 agosto 2019 ha trovato la prima rete nella massima divisione messicana grazie al gol del definitivo 3-0 del match contro l'América.

## Statistiche
Statistiche aggiornate al 20 settembre 2020.

### Presenze e reti nei club
| Stagione        | Squadra         | Campionato      | Campionato | Campionato | Coppe nazionali | Coppe nazionali | Coppe nazionali | Coppe continentali | Coppe continentali | Coppe continentali | Altre coppe | Altre coppe | Altre coppe | Totale | Totale | Totale |
| Stagione        | Squadra         | Comp            | Pres       | Reti       | Comp            | Pres            | Reti            | Comp               | Pres               | Reti               | Comp        | Pres        | Reti        | Pres   | Reti   |        |
| --------------- | --------------- | --------------- | ---------- | ---------- | --------------- | --------------- | --------------- | ------------------ | ------------------ | ------------------ | ----------- | ----------- | ----------- | ------ | ------ | ------ |
| 2017-2018       | Atlas           | LMX             | 0          | 0          | CM              | 1               | 0               |                    | -                  | -                  |             | -           | -           | 1      | 0      |        |
| 2018-2019       | Atlas           | LMX             | 4          | 0          | CM              | 3               | 1               |                    | -                  | -                  |             | -           | -           | 7      | 1      |        |
| 2019-2020       | Atlas           | LMX             | 18         | 1          | CM              | 6               | 1               |                    | -                  | -                  |             | -           | -           | 24     | 2      |        |
| 2020-2021       | Atlas           | LMX             | 3          | 0          | -               | -               | -               |                    | -                  | -                  |             | -           | -           | 3      | 0      |        |
| Totale carriera | Totale carriera | Totale carriera | 25         | 1          |                 | 10              | 2               |                    | -                  | -                  |             | -           | -           | 35     | 3      |        |